# New England Nor’easters (szachy)
New England Nor’easters – amerykański klub szachowy, zwycięzca USCL w 2015 roku.

## Historia
Klub został założony w 2010 roku i w tym samym roku zadebiutował w USCL. Klub awansował wówczas do fazy play-off, w której wygrał kolejno z New York Knights i Boston Blitz, a w finale 3:1 z Miami Sharks, wygrywając ligę w swoim inauguracyjnym występie. W składzie drużyny znajdowali się wówczas m.in. Sam Shankland, David Vigorito, Jan van de Mortel i Robert Hungaski. W latach 2011–2012 klub nie zakwalifikował się do fazy play-off, zajmując w swojej dywizji kolejno piątą i ósmą pozycję. W sezonie 2013 zespół awansował do ćwierćfinału, w którym pokonał Connecticut Dreadnoughts, przegrywając następnie mecz półfinałowy z New York Knights. Po zajęciu w 2014 roku szóstego miejsca w dywizji wschodniej, które nie dało awansu, w 2015 roku klub po raz trzeci w swojej historii wygrał swoją dywizję. W ćwierćfinale zespół przegrał z Manhattan Applesauce.

## Arcymistrzowie w historii klubu
Źródło: USCL
- Aleksandr Iwanow
- Sam Shankland